# 小林由依 (声優)
小林 由依（こばやし ゆえ、8月4日 - ）は、日本の女性声優。埼玉県出身。以前は漢字は同じで読み仮名を「こばやし ゆい」と名乗っていた。

## 人物
2011年まではオフィスCHKに所属していた。その後、2012年6月から2017年3月までラブトラックスに所属していた。

## 出演
太字は主役・メインキャラクター。

### 一般向ゲーム
- ラストバレット（2009年、長岡智子）
- かんぱに☆ガールズ（2014年、ラン・カリヤ、リディ・カレル、トウカ・キサラギ）

### アダルトゲーム
2007年
- MagusTale 〜世界樹と恋する魔法使い〜

2010年
- ただかの 〜正しい彼女の作り方〜（唯河ひまり）

2013年
- 戦刃乙女（ディアーネ）
- 逃避行GAME（本条響歌）

2015年
- 妄想コンプリート!（小野寺命）
- キミのとなりで恋してる!〜THE RESPECTIVE HAPPINESS〜
- もののふ〜白百合戦舞姫〜（井伊直虎、馬場信房、諏訪姫、浅井長政）
- 戦国の神刃姫（不明）
- IZUMO4（夜刀、速開都比売）

2016年
- アイドルスクール! ULTRA-ORANGE（桜木美麗、道端麻帆、本田あずき、新藤雅）
- そして初恋が妹になる（田中寧々子）
- しぐなリストスタ〜ズ!!（御厨伊墨）
- 廻るセカイで永遠なるチカイを!（天住舞冬）
- 働くオタクの恋愛事情（遠藤 夏希）

2017年
- 天結いキャッスルマイスター（魔神フォルネウス）
- 恋愛教室（柚木千歳）

### ドラマCD
- そして初恋が妹になる ドラマCD 〜せーしゅんライフ in 美柿野寮〜（2016年、田中寧々子）

### Webラジオ
- ゆい×ゆえ×さやかのもふらじ（7月30日）
- IZUMO情報局！（2015年 - 2016年）- アシスタントパーソナリティ担当
- こすずの小部屋♪（2016年 -）- アシスタントパーソナリティ担当